# Can Gorra
Can Gorra és un edifici del municipi de Campelles (Ripollès) que forma part de l'Inventari del Patrimoni Arquitectònic de Catalunya.

## Descripció
Anomenada "Villa Provensa" l'any 904. Era propietat de la comtessa Guinedilda, esposa de Guifré el Pilós. Fou predi del monestir de Ripoll durant segles. Els edificis que la componen s'esgraonen sobre el pendent de la muntanya, situant-se l'era davant l'entrada principal. Té capella pròpia annexa a l'edifici que identifica un xiprer de gran alçada. La construcció actual data de l'any 1700 i es troba a hores d'ara pràcticament en ruïnes.